# Parc national de Saltfjellet-Svartisen
Le parc national de Saltfjellet-Svartisen est un parc national situé dans le comté de Nordland, en Norvège. Créé le 8 septembre 1989, il s'étend sur 210 200 hectares, ce qui en fait le 2ème plus vaste parc national de la Norvège continentale. Il est localisé sur les municipalités de Beiarn, Meløy, Rana, Rødøy, Saltdal, and Bodø.
Il protège une partie du massif de Saltfjellet, dont en particulier le glacier Svartisen, l'un des plus importants d'Europe avec ses 370 km².

## Description
Etant l'un des plus grands parcs nationaux norvégiens, c’est aussi l’un des plus variés, car il comprend à la fois des formations montagneuses alpines avec des langues glaciaires, ainsi que des plateaux de montagne en pente douce et des vallées boisées. Le parc national englobe des parties de la chaîne de montagnes Saltfjellet. Le glacier Svartisen est une partie centrale du parc. Il y a aussi de nombreux monuments culturels Samis dans le parc.
La frontière orientale du parc constitue la frontière entre la Norvège et la Suède et une partie de cette frontière est partagée avec la réserve naturelle de Vindelfjällen qui se trouve en Suède.

## Galerie

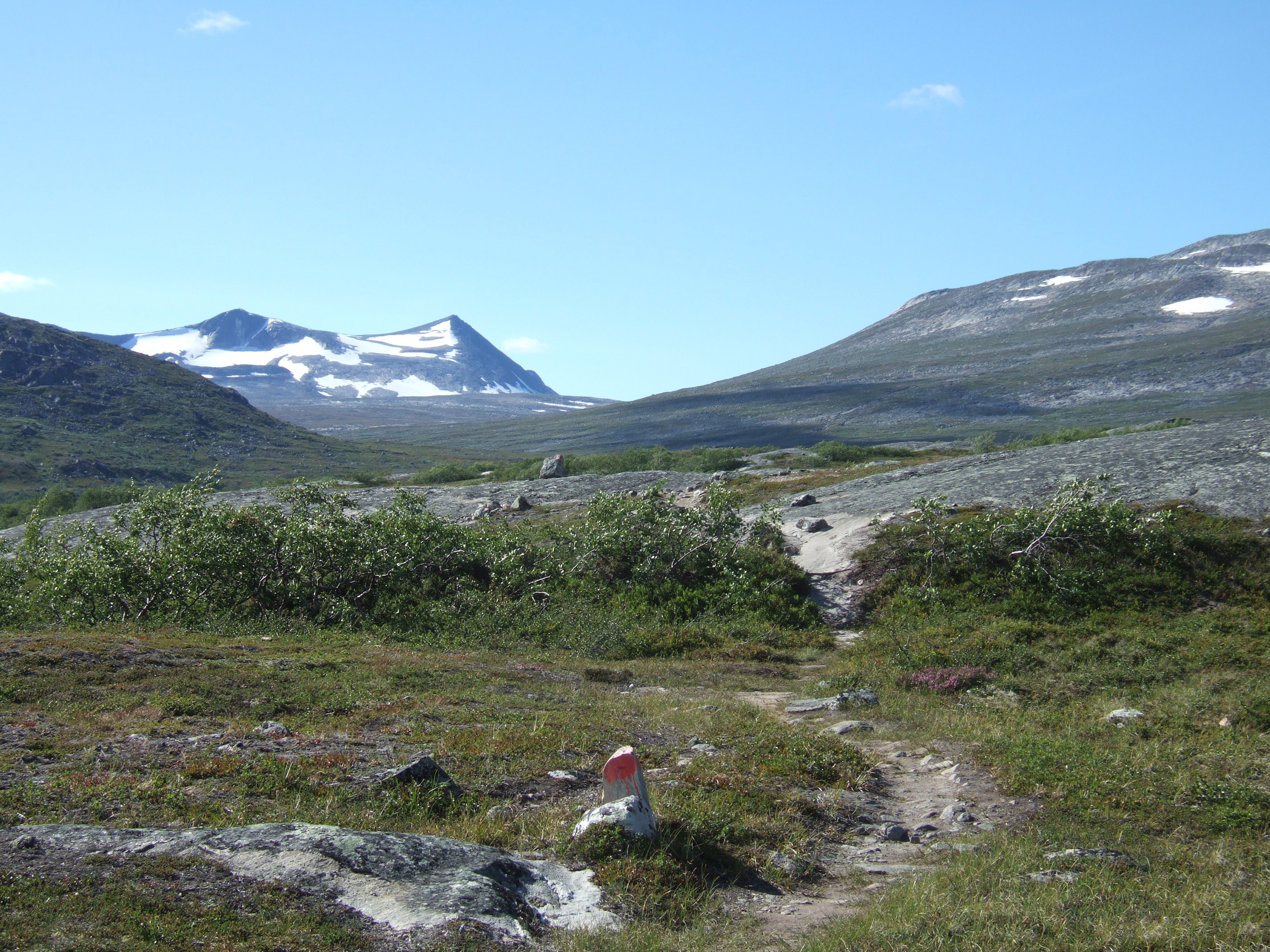
Un aspect du parc.
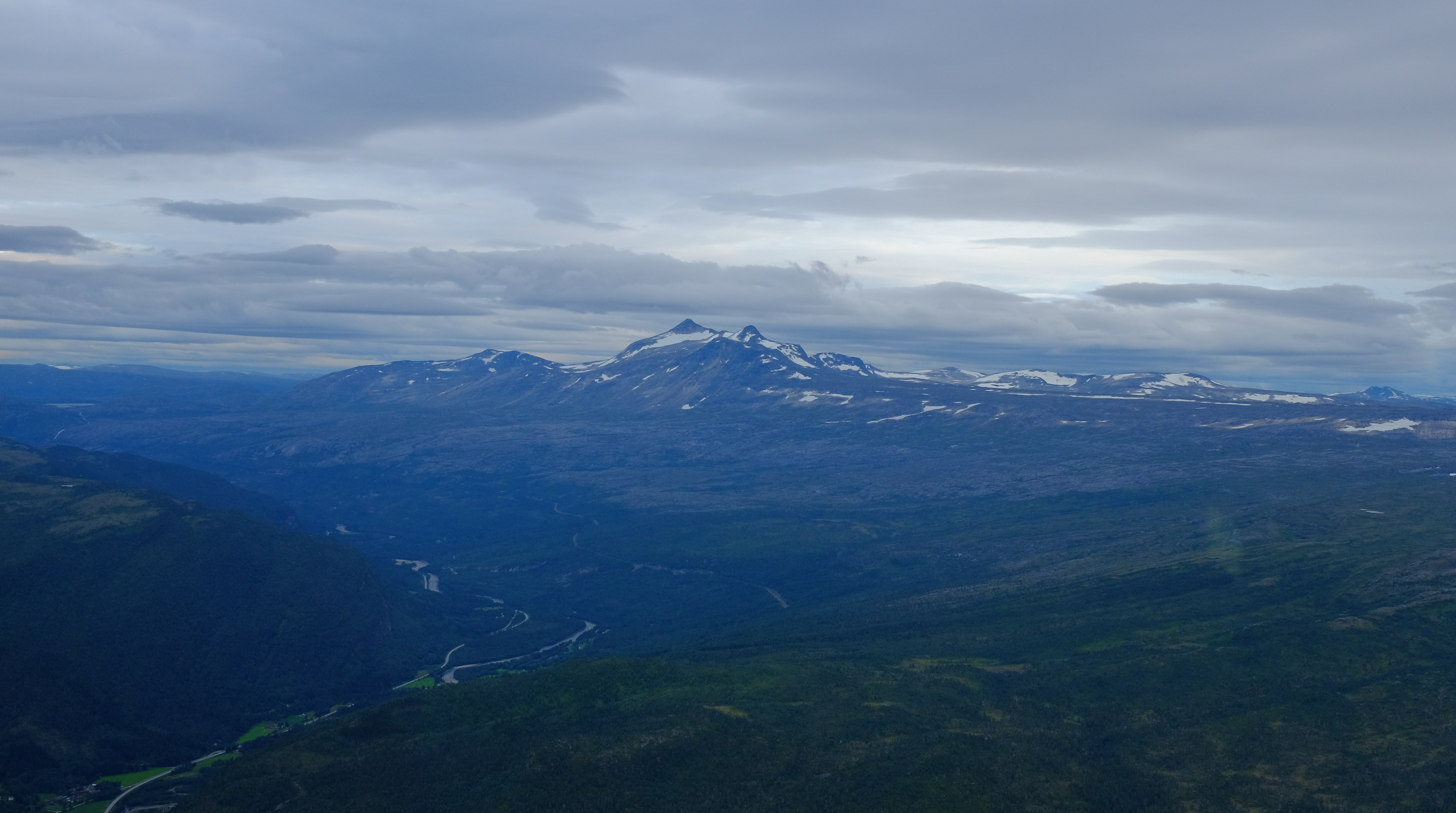
Montagnes.
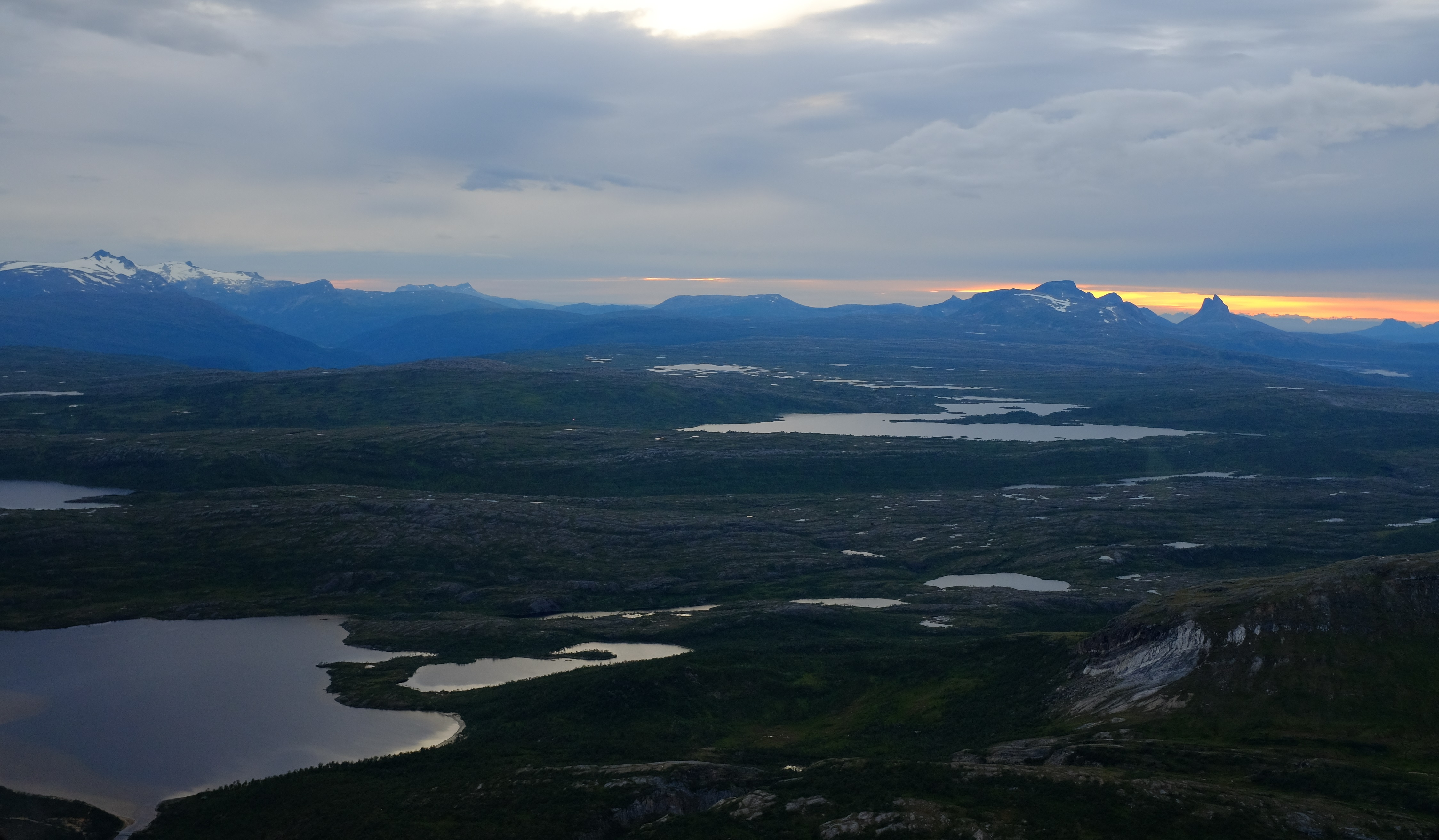
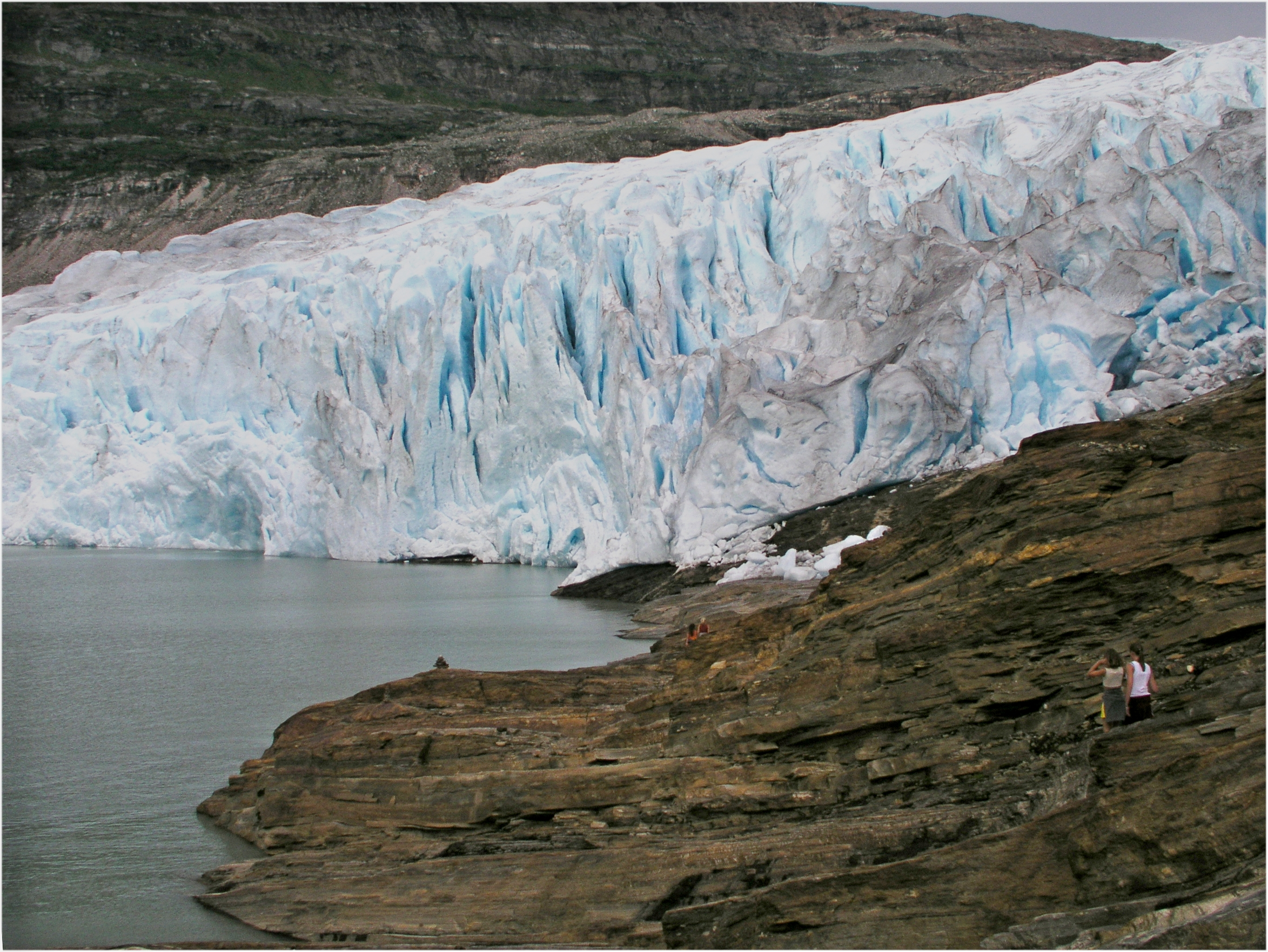
Glacier Svartisen.
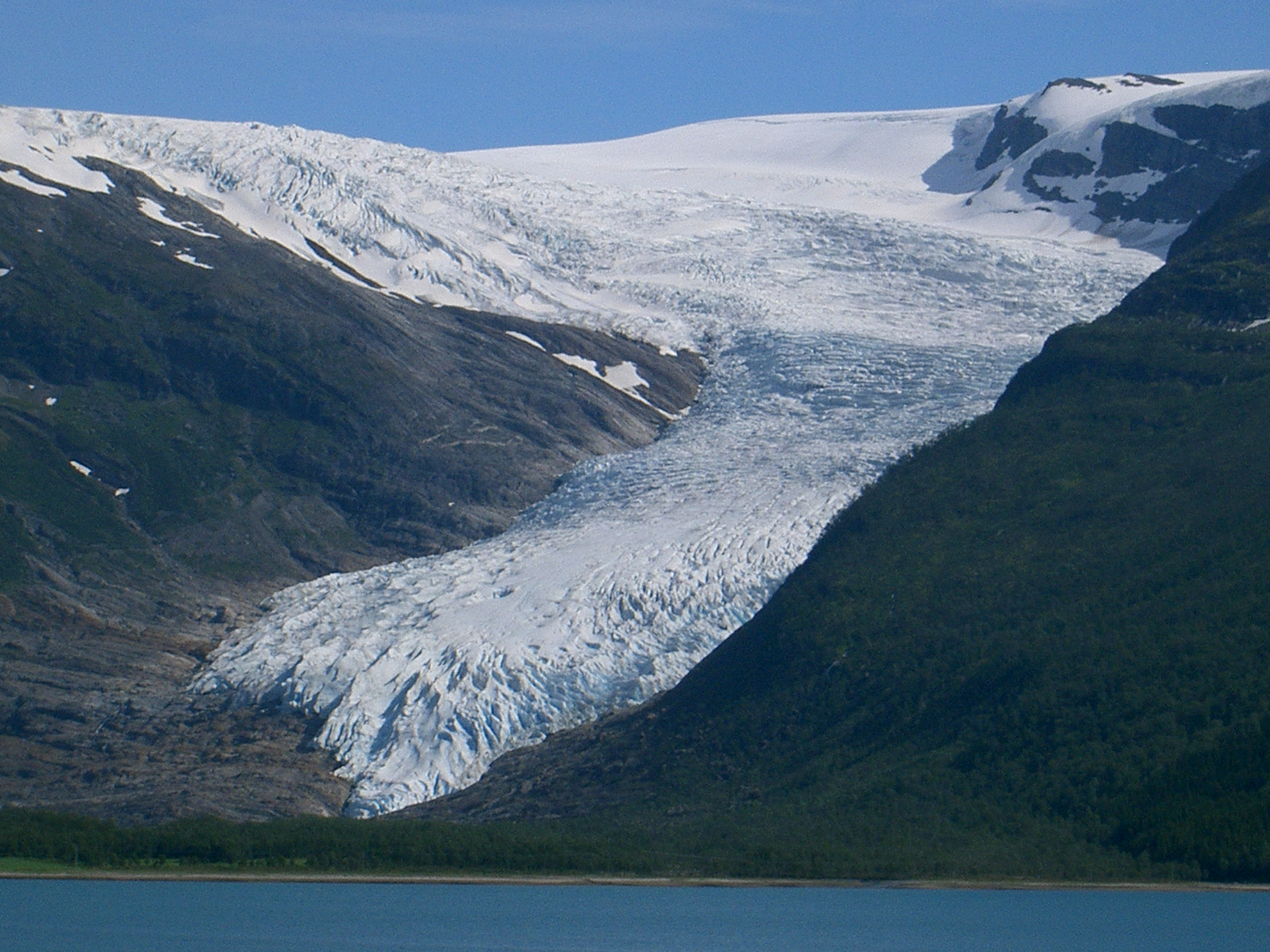
Glacier Svartisen.
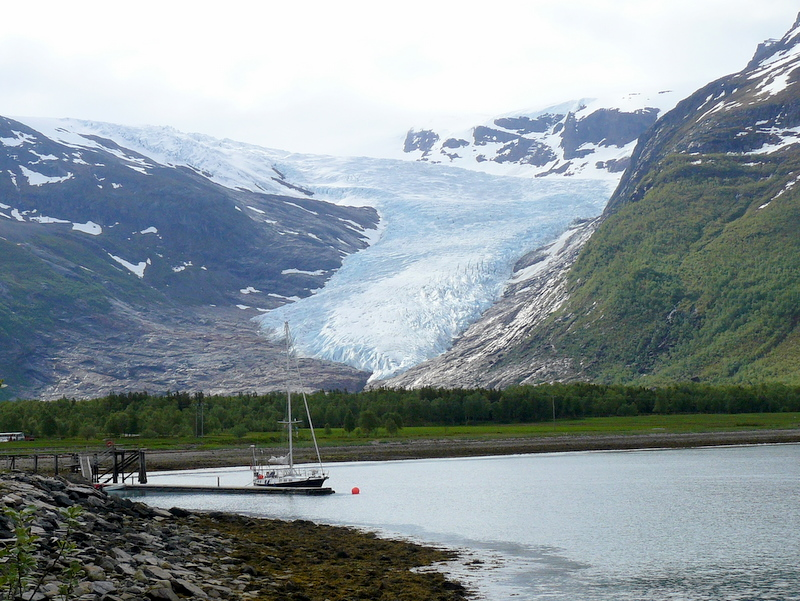
Le Svartisen.